# Phnom Kulen
Phnom Kulen, también romanizado como (Phnom Koulen, Phnum Kulén o Montañas Koulen ) (Jemer: ភ្នំ គូ លេ, que significa "Montaña de los Lichíes") es una cadena montañosa en la provincia de Siem Riep, Camboya.

## Geografía
Más que una cadena de colinas, Phnom Kulen es una cadena aislada de mesetas de montaña de altura moderada que se encuentra al sur de las montañas Dangrek. La cordillera se extiende por unos 40 km en dirección WNW - ESE y se encuentra a unos 48 km al norte de Siem Reap.
Su punto más alto tiene 487 m y su altura es bastante regular, con un promedio de 400 m a lo largo de toda la cordillera.
Geológicamente Phnom Kulen está formada de arenisca. Era importante como cantera en la época de Angkor, ya que las principales canteras estaban ubicadas en el ángulo sudeste del macizo.

## Área protegida
Hay un santuario en la zona, el parque nacional Phnom Kulen, que se extiende a ambos lados de los distritos de Svay Len y Va Rin. Su propósito es recreativo y científico con el fin de preservar las características escénicas naturales de la montaña Phnom Kulen, como algunas famosas cascadas.
El parque se encuentra a unos 48 km al norte de la ciudad provincial de Siem Reap.

## Entrada en la lista provisional para su nombramiento en el Patrimonio Mundial
Este sitio fue agregado a la Lista indicativa nacional de Camboya para el Patrimonio Mundial el 1 de septiembre de 1992, para ser nominado según los criterios del Patrimonio Mundial (v) y (vi).

## Descripción

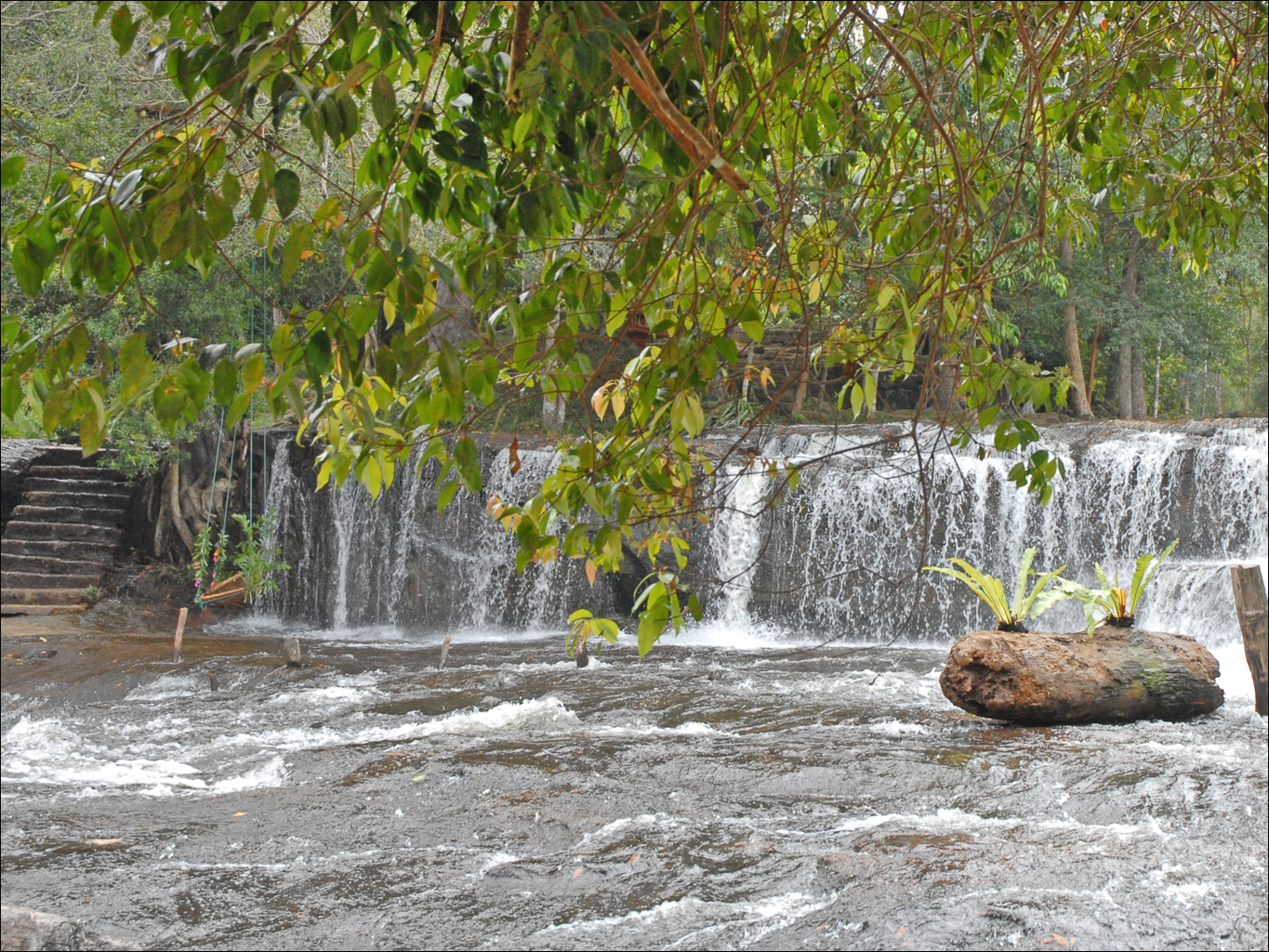
Cascada en Phnom Kulen.

La cordillera de Phnom Kulen se encuentra a 30 km al norte de Angkor Wat. Su nombre significa "montaña de los lichis". Hay un sitio sagrado en la cima de la colina.
Phnom Kulen es considerada una montaña sagrada en Camboya, de especial significado religioso para los hindúes y los budistas que vienen a la montaña en peregrinación.
También tiene una gran importancia simbólica para los camboyanos como el lugar de nacimiento del antiguo Imperio jemer, ya que fue en Phnom Kulen donde el rey Jayavarma II proclamó la independencia de Java en 804 CE. Jayavarman II inició el culto al rey Devaraja, 99-101 un culto de linga, en lo que se fecha como 804 EC y declarando su independencia de Java de quien el jemer había sido un estado de vasallaje. Durante la era de Angkorian la cadena era conocida como Mahendraparvata (la montaña del Gran Indra).
Kbal Spean es conocido por sus esculturas que representan la fertilidad y por sus aguas, que tienen un significado especial para los hindúes. A solo 5 cm debajo de la superficie del agua, más de 1000 pequeños tallados de linga están grabados en el lecho de arenisca. Las aguas se consideran sagradas, dado que Jayavarman II optó por bañarse en el río y se desvió el río para poder tallar el lecho de piedra. Las tallas incluyen una representación en piedra del dios hindú Vishnu acostado sobre su serpiente Ananta, con su esposa Lakshmi a sus pies. Una flor de loto sobresale de su ombligo con el dios Brahma. El río termina con una cascada y una piscina.
Cerca de estas montañas se encuentra Preah Ang Thom, un monasterio budista del siglo XVI que destaca por el Buda reclinado gigante, el más grande del país.
La tribu Samré vivía en la falda de Phnom Kulen, extrayendo arenisca y transportándola a los sitios reales.
El Jemer Rojo utilizó la ubicación como una fortaleza final cuando su régimen llegó a su fin en 1979.

## Vistas
Chup Preah es una corriente que fluye hacia el valle de la montaña. La montaña Ku Len tiene dos cascadas. La primera tiene entre cuatro y cinco metros de alto y 20 a 25 metros de ancho. La segunda cascada tiene entre 15 y 20 metros de altura y entre 10 y 15 metros de ancho. Estos tamaños se aplican a las estaciones secas y lluviosas.
Preah Ang Thom alberga una gran estatua de Buda. Fue construida en el siglo XVI y tiene ocho metros de altura. Preah Ang Thom es el dios sagrado y adorador de la montaña Ku Len. También hay dos grandes árboles de Cham Pa cerca. Además de Preah Ang Thom, Chhok Ruot, también se pueden ver las huellas de Preah Bat Choan Tuk, Peung Chhok, Peung Ey So y Peung Ey Sey.
El Linga está a lo largo del río de Siem Reap y tiene muchas figuras de Yoni y Linga en el fondo del río.
La terraza de Sdach Kum Ling tiene un pequeño templo arruinado construido en ladrillo en su centro. Estuvo cubierto por lava durante cientos de años.